# Јастрабје на Топлој
Јастрабје на Топлој (слч. Jastrabie nad Topľou) насељено је мјесто са административним статусом сеоске општине (слч. obec) у округу Вранов на Топлој, у Прешовском крају, Словачка Република.

## Становништво
| Година:    | 1994. | 2004.   | 2014.   | 2024.   |
| ---------- | ----- | ------- | ------- | ------- |
| Број људи: | 377   | 414     | 453     | 497     |
| Разлика:   |       | +9,81 % | +9,42 % | +9,71 % |

| Година:    | 2023. | 2024. |
| ---------- | ----- | ----- |
| Број људи: | 497   | 497   |
| Разлика:   |       | +0 %  |

Према подацима о броју становника из 2024. године насеље је имало 497 становника.